# Пришляк Олександр Петрович
Пришляк Олександр Петрович (англ. Alexander Pryshlak; 30 серпня 1924, с. Заставче — 21 липня 2011, Гартфорд (Коннектикут)) — старшина Української дивізії «Галичина», патріархальний, релігійно-церковний, громадсько-політичний діяч, меценат.

## Біографія
Народився 30 серпня 1924 року у селі Заставче Підгаєцького району Тернопільської області у сім'ї Петра та Ольги (до шлюбу Дідурик) Пришляків.
У 1943 році закінчив Бережанську гімназію.
Під час Другої світової війни брав участь у боях і потрапляє в американський полон в Авербасі (Німеччина). Після звільнення потрапляє до табору біженців у Міттенвальді, де вступив до Вищого педагогічного інституту, після завершення якого навчався на інженерному факультеті УТГІ в Регенбурзі. В таборі для переміщених осіб одружився з Анною Греськів, яка походила з Лісників.
У 1950 році виїхав у США, де оселився в місті Гартфорд (Коннектикут). Заснував видатний хор «Діброва» і був його диригентом понад 50 років. Працював викладачем церковної музики та співу у Стемфордській духовній семінарії (Стемфорд (Коннектикут). Працював директором Української школи українознавства та педагогічним дорадником крайової шкільної ради.
Як дивізійник-патріот заснував у Гартфорді станицю Братства ІУД-УНА, брав участь у крайових з'їздах США, а також був членом Товариського суду КУ братства.
Неодноразово був гостем учнів Завалівської загальноосвітньої школи. Разом із жителями сіл Заставче і Завалова відправляв громадські панахиди на цвинтарях, брав участь у релігійних відправах у церквах.
За віддану працю в ім'я церкви та школи Олександра Пришляка двома грамотами нагородив Патріарх Любомир (Гузар). У рік 80-ліття за віддану працю в культурній, освітній і церковних ділянках у 2004 році нагороджений грамотою, яка видана у Львові при соборі святого Юра. У 2010 році за визначну працю на музичній ниві та велику громадську діяльність нагороджений другою грамотою, виданою в Києві при кафедральному соборі Воскресіння Христового.
Помер 21 липня 2011 року у місті Гартфорд (Коннектикут) США.